# Decisiones de vida
Decisiones de vida es un unitario argentino que se transmitió entre el 3 de octubre de 2011 y el 2 de enero de 2012  por Canal 9, producida por LC Acción. Ganadora, junto con Maltratadas, Historias de la primera vez, Vindica, El pacto y Los Sónicos de los concursos organizados por el INCAA en 2011.
La trama, basada en una idea original de Enrique Estevanez, se centra en determinados conflictos donde los personajes se verán obligados a tomar importantes resoluciones.

## Temática
"Este unitario es uno de las ganadoras del concurso "Ficción para Todos", junto con Maltratadas, Vindica, El pacto, Los Sónicos y El paraíso, con el cual el Instituto Nacional de Ciencias y Artes Audiovisuales (Incaa) promueve la realización de programas para ser emitidos en alta definición. De las 10 series ganadoras de 13 episodios de una hora, América emitirá las cuatro que estrena esta semana, Canal 9 emitirá en breve otras cinco y Telefé, una más."
Contará una nueva historia que requerirá una pronta solución por parte del protagonista.

## Críticas
El diario La Nación la criticó como regular:

## Reparto
1. Lidia Catalano (1.º episodio)
2. Hilda Bernard (1.º episodio)
3. Villanueva Cosse (1.º episodio)
4. Vanesa González (2.º episodio)
5. Laura Azcurra (2.º episodio)
6. Georgina Barbarossa (2.º episodio)
7. Mariano Torre (2.º episodio)
8. Esteban Prol (2.º episodio)
9. Pepe Novoa (2.º episodio)
10. Susana Ortiz (2.º y 7.º episodio)
11. Alejandro Awada (3.º episodio)
12. Facundo Espinosa (3.º y 9.º episodio)
13. Mariana Richaudeau (3.º episodio)
14. Juan Palomino (4.º episodio)
15. Raúl Rizzo (4.º episodio)
16. Ana Celentano (4.º episodio)
17. Juan Manuel Rodil (4.º episodio)
18. Giselle Bonaffino (4.º episodio)
19. Juan Manuel Guilera (5.º y 13.º episodio)
20. Marcela Ferradás (5.º episodio)
21. Osvaldo Santoro (5.º episodio)
22. Carina Zampini (6.º episodio)
23. Virginia Lago (6.º y 10.º episodio)
24. Héctor Calori (6.º episodio)
25. Graciela Stéfani (6.º y 13.º episodio)
26. Laura Novoa (7.º episodio)
27. Damián de Santo (7.º episodio)
28. Sol Estevanéz (7.º episodio)
29. Graciela Pal (7.º episodio)
30. María Valenzuela (8.º episodio)
31. Stéfano De Gregorio (8.º episodio)
32. Jimena Piccolo (8.º episodio)
33. Silvia Kutika (9.º episodio)
34. Eduardo Blanco (9.º episodio)
35. Paloma Contreras (9.º episodio)
36. Nora Cárpena (10.º episodio)
37. Gian Franco Apostolo (10.º episodio)
38. Juan West (10.º episodio)
39. Roberto Piazza (10.º episodio)
40. Juan Gil Navarro (11.º episodio)
41. Claudia Lapacó (11.º episodio)
42. Magela Zanotta (11.º episodio)
43. Eleonora Wexler (12.º episodio)
44. Esteban Meloni (12.º episodio)
45. Laura Insúa (12.º episodio)
46. Mónica Lairana (12.º episodio)
47. Luz Cipriota (13.º episodio)
48. Esteban Masturini (13.º episodio)
49. Jorge Nolasco (13.º episodio)
50. Cristina Allende (13.º episodio)

### Premios Martín Fierro
| Categoría                             | Receptor      | Resultado |
| ------------------------------------- | ------------- | --------- |
| Mejor Actriz - Unitario y/o Miniserie | Virginia Lago | Candidata |
| Participación Especial en Ficción     | Hilda Bernard | Candidato |

## Episodios
| Temporada | Temporada | Episodios | Emisión original      | Emisión original   |
| Temporada | Temporada | Episodios | Primera emisión       | Última emisión     |
| --------- | --------- | --------- | --------------------- | ------------------ |
|           | 1         | 13        | 03 de octubre de 2011 | 2 de enero de 2012 |

| #  | Título                     | Fecha de emisión        | Rating |
| -- | -------------------------- | ----------------------- | ------ |
| 1  | «Dos viejitos»             | 3 de octubre de 2011    | 2,5    |
| 2  | «Sí... ¿Y qué?»            | 10 de octubre de 2011   | 1,8    |
| 3  | «Espinas en el corazón»    | 17 de octubre de 2011   | 2,4    |
| 4  | «Cerrando heridas»         | 24 de octubre de 2011   | 1,3    |
| 5  | «La luz de la esperanza»   | 31 de octubre de 2011   | 1,3    |
| 6  | «La vida lo quiso así»     | 7 de noviembre de 2011  | 2,6    |
| 7  | «Repatriados»              | 14 de noviembre de 2011 | 2,4    |
| 8  | «Por Micaela»              | 21 de noviembre de 2011 | 2,8    |
| 9  | «Aprender a dar»           | 28 de noviembre de 2011 | 3,0    |
| 10 | «Alta Costura: Ley Piazza» | 5 de diciembre de 2011  | 2,1    |
| 11 | «De mi sangre»             | 19 de diciembre de 2011 | 1,6    |
| 12 | «Espejos deformantes»      | 26 de diciembre de 2011 | 3,4    |
| 13 | «Llegar al sol»            | 2 de enero de 2012      | 3,4    |